# Virrey del Perú
El virrey del Perú (antes visorrey) era el representante personal del rey de España en el Virreinato del Perú: su “alter ego”, es decir, “su otro yo”. Como suprema autoridad del virreinato fue el encargado de impartir justicia, administrar el tesoro público y velar por la propagación del catolicismo y la evangelización de los indígenas.
El Virreinato del Perú duró 280 años, desde el 1544 al 1824, en los que gobernaron 40 virreyes.

## Generalidades
El virrey era nombrado por el rey a propuesta del Consejo de Indias, aunque muchas veces fue el mismo rey quien se encargaba de revisar los nombres de los posibles virreyes. El virrey del Perú residía en la ciudad de Lima, en el suntuoso Palacio de los virreyes, rodeado de una brillante corte, en medio de gran lujo y riquezas y resguardado por una guardia de honor.
El primer virrey así nombrado, Blasco Núñez Vela, llegó al Virreinato del Perú en 1544. Sin embargo, como autoridad delegada del rey, fue precedido por el gobernador Cristóbal Vaca de Castro, que ejerció sus funciones entre 1541 y 1544, sucediendo a Francisco Pizarro y Diego de Almagro el Mozo (gobernador de facto, de hecho, por un corto periodo, ya que había sucedido a Pizarro tras su asesinato). A partir de entonces, los virreyes gobernarían el Perú hasta el 9 de diciembre de 1824, día en el que es derrotado el último virrey, Teniente General José de la Serna, en la batalla de Ayacucho.
Muchos virreyes del Perú habían ocupado el mismo cargo en el Virreinato de Nueva España, y el traslado de Ciudad de México a la Ciudad de los Reyes era el premio más codiciado por las autoridades coloniales. 
El virrey recibía un sueldo como tal y como presidente de la Audiencia. Además, percibía dinero para la manutención de una guardia. Los sueldos fueron aumentados a medida que se asentó la dominación española. Un virrey mexicano recibía 27.000 pesos anuales, mientras que uno peruano cobraba 41.000 pesos anuales. 
Bajo los Borbones, ambos virreyes recibían 60.000 pesos anuales y en algunos casos aún más, lo que se explica por la devaluación de la moneda. Tanto en el posterior Virreinato de Nueva Granada como en el Virreinato del Río de la Plata los virreyes recibían 40.000 pesos anuales.
Para el virrey del Perú no fue tarea fácil administrar un territorio tan vasto. El gobierno de Lima tuvo una carga fuerte, pues era responsable de cada una de las audiencias establecidas en América del Sur: Panamá, Bogotá, Quito, Lima, Charcas, Santiago de Chile y Buenos Aires. El virrey tuvo dos campos de acción bien definidos: fue la máxima autoridad en la administración pública (que incluía el manejo del tesoro público y el nombramiento de autoridades) y el principal responsable de la defensa del territorio, pues en su cargo de capitán general y Gobernador debía resguardar el virreinato de los ataques de corsarios y piratas, y de las agresiones internas, producto de revueltas o insurrecciones populares (aunque éstas no ocurrieron significativamente hasta el siglo XVIII). El virrey era igualmente el principal responsable de propagar la fe católica y de evangelizar a los nativos. Así mismo, fue el presidente de la Real Audiencia de Lima, máxima entidad administradora de justicia en el virreinato peruano.
Con las reformas borbónicas el enorme Virreinato del Perú perdió mucho de su inicial territorio al crearse el Virreinato de Nueva Granada y el Virreinato del Río de la Plata.
Los virreyes en el Perú ostentaron distintos títulos: lugarteniente, gobernador y capitán general de los Reinos del Perú, Tierra Firme y Chile, presidente de la Real Audiencia, presidente de la Junta Superior de la Real Hacienda, presidente del Tribunal y Audiencia Real de Cuentas, superintendente del Juzgado de Policía, capitán general de los distritos y gobernador de las Provincias, visitador de los castillos y fortalezas, vicepatrono eclesiástico, general de la Armada del Mar del Sur.
En un principio el mandato de los virreyes no debía exceder los tres años. Sin embargo, debido al extenuante, prolongado y peligroso viaje que representaba llegar a América y también teniendo en cuenta el tiempo que necesitaba para ponerse al corriente de la situación administrativa, el Consejo de Indias amplió su estancia a cinco años. Aun así, la mayoría de virreyes se quedaron en el cargo mucho más tiempo que el asignado. Al concluir su período de mandato, los virreyes debían rendir cuentas ante el Consejo de Indias a través del llamado «juicio de residencia», en el cual todos los súbditos del virreinato podían intervenir, estando facultados para denunciar los delitos, las faltas o los errores cometidos por el virrey saliente.
Para controlar las acciones de los virreyes, el Consejo de Indias creó leyes específicas para ellos. Las principales leyes versaban principalmente en el terreno personal: no podían contraer matrimonio con alguna mujer perteneciente a la jurisdicción que administraban, así como tampoco podían ejercer comercio alguno; sin embargo, muchas veces estas leyes no fueron acatadas. Desde 1613 todos los virreyes estaban obligados a elaborar una memoria para informar a su sucesor y al rey sobre sus actividades en el Perú. Estas memorias fueron de gran utilidad para los virreyes sucesores, pues les otorgaba un panorama general del virreinato, tanto en lo administrativo, judicial y económico, como en lo social.

## Lista de virreyes del Perú
Los virreyes del Perú fueron cuarenta, aunque tras la salida del último virrey José de la Serna fue nombrado en su reemplazo Pío Tristán, que renunció poco después sin haber hecho efectivo su poder, por lo que no se le incluye en la lista.
En ciertos casos (trece en total), asumió el poder virreinal de manera interina el oidor decano que ejercía de presidente de la Real Audiencia de Lima en reemplazo del virrey saliente. En dos casos asumieron eclesiásticos: Diego Ladrón de Guevara, obispo de Quito, de 1710 a 1716, y Diego Morcillo Rubio de Auñón, arzobispo de Charcas y luego de Lima, en 1716 (interino) y de 1720 a 1724.
La lista de los virreyes del Perú de 1544 a 1824 es la siguiente:

### DelsigloXVI
| Virreyes del Perú (1544-1824) | Virreyes del Perú (1544-1824) | Virreyes del Perú (1544-1824)                         | Virreyes del Perú (1544-1824) | Virreyes del Perú (1544-1824)                         | Virreyes del Perú (1544-1824)                      |
| Retrato                       | Virrey                        | Nombre                                                | Fecha de nombramiento         | Periodo                                               | Monarca                                            |
| ----------------------------- | ----------------------------- | ----------------------------------------------------- | ----------------------------- | ----------------------------------------------------- | -------------------------------------------------- |
|                               | 1.º                           | Blasco Núñez VelaI marqués de Blasco                  | 1 de mayo de 1543             | 17 de mayo de 1544 a 1 de enero de 1546 †             | Carlos I de España (1516-1556), Casa de Habsburgo. |
|                               | 2.º                           | Antonio de MendozaI virrey de Nueva España            | 8 de julio de 1549            | 14 de septiembre de 1551 a 21 de septiembre de 1552 † | Carlos I de España (1516-1556), Casa de Habsburgo. |
|                               | 3.º                           | Andrés Hurtado de MendozaII marqués de Cañete         | 10 de mayo de 1555            | 29 de junio de 1556 a 17 de abril de 1560             | Felipe II (1556-1598), Casa de Habsburgo.          |
|                               | 4.º                           | Diego López de Zúñiga y VelascoV conde de Nieva       | 15 de diciembre de 1558       | 17 de abril de 1560 a 18 de febrero de 1564 †         | Felipe II (1556-1598), Casa de Habsburgo.          |
|                               | 5.º                           | Francisco de Toledo                                   | 30 de noviembre de 1568       | 30 de noviembre de 1569 a 15 de mayo de 1581          | Felipe II (1556-1598), Casa de Habsburgo.          |
|                               | 6.º                           | Martín Enríquez de Almansa IV virrey de Nueva España  | 26 de mayo de 1580            | 15 de mayo de 1581 a 9 de marzo de 1583 †             | Felipe II (1556-1598), Casa de Habsburgo.          |
|                               | 7.º                           | Fernando Torres y PortugalI conde del Villardompardo  | 31 de marzo de 1584           | 11 de noviembre de 1585 a 6 de enero de 1590          | Felipe II (1556-1598), Casa de Habsburgo.          |
|                               | 8.º                           | García Hurtado de MendozaIV marqués de Cañete         | 30 de agosto de 1588          | 6 de enero de 1590 a 24 de junio de 1596              | Felipe II (1556-1598), Casa de Habsburgo.          |
|                               | 9.º                           | Luis de Velasco y CastillaVIII virrey de Nueva España | 6 de junio de 1596            | 24 de junio de 1596 a 8 de diciembre de 1604          | Felipe II (1556-1598), Casa de Habsburgo.          |

### DelsigloXVII
| Virreyes del Perú (1544-1824) | Virreyes del Perú (1544-1824) | Virreyes del Perú (1544-1824)                                                               | Virreyes del Perú (1544-1824)    | Virreyes del Perú (1544-1824)                       | Virreyes del Perú (1544-1824)              |
| Retrato                       | Virrey                        | Nombre                                                                                      | Fecha de nombramiento            | Periodo                                             | Monarca                                    |
| ----------------------------- | ----------------------------- | ------------------------------------------------------------------------------------------- | -------------------------------- | --------------------------------------------------- | ------------------------------------------ |
|                               | 10.º                          | Gaspar de Zúñiga Acevedo y Velasco V conde de Monterrey y IX virrey de Nueva España.        | 28 de mayo de 1603               | 8 de diciembre de 1604 a 10 de febrero de 1606 †    | Felipe III (1598-1621), Casa de Habsburgo. |
|                               | 11.º                          | Juan de Mendoza y Luna III marqués de Montesclaros y X virrey de Nueva España               | 22 de noviembre de 1606          | 21 de diciembre de 1607 a 18 de diciembre de 1615   | Felipe III (1598-1621), Casa de Habsburgo. |
|                               | 12.º                          | Francisco de Borja y AragónII conde de Mayalde                                              | 19 de julio de 1614              | 18 de diciembre de 1615 a 31 de diciembre de 1621 † | Felipe III (1598-1621), Casa de Habsburgo. |
|                               | 13.º                          | Diego Fernández de Córdoba I marqués de Guadalcázar y XIII virrey de Nueva España           | 22 de agosto de 1620             | 25 de julio de 1622 a 14 de enero de 1629           | Felipe IV (1621-1665), Casa de Habsburgo.  |
|                               | 14.º                          | Luis Jerónimo Fernández de Cabrera y Bobadilla IV conde de Chinchón                         | 11 de febrero de 1628            | 14 de enero de 1629 a 18 de diciembre de 1639       | Felipe IV (1621-1665), Casa de Habsburgo.  |
|                               | 15.º                          | Pedro de Toledo y Leiva I marqués de Mancera                                                | 24 de octubre de 1638            | 18 de diciembre de 1639 a 20 de septiembre de 1648  | Felipe IV (1621-1665), Casa de Habsburgo.  |
|                               | 16.º                          | García Sarmiento de Sotomayor II conde de Salvatierra y XIX virrey de Nueva España          | 18 de junio de 1647              | 20 de septiembre de 1648 a 24 de febrero de 1655    | Felipe IV (1621-1665), Casa de Habsburgo.  |
|                               | 17.º                          | Luis Enríquez de Guzmán IX conde de Alba de Liste y XXI virrey de Nueva España              | 22 de marzo de 1653              | 24 de febrero de 1655 a 31 de julio de 1661         | Felipe IV (1621-1665), Casa de Habsburgo.  |
|                               | 18.º                          | Diego de Benavides y de la CuevaVIII conde de Santisteban                                   | 5 de agosto de 1659              | 31 de julio de 1661 a 17 de marzo de 1666 †         | Felipe IV (1621-1665), Casa de Habsburgo.  |
|                               | 19.º                          | Pedro Antonio Fernández de CastroX conde de Lemos                                           | 21 de noviembre de 1666          | 21 de noviembre de 1667 a 6 de diciembre de 1672 †  | Carlos II (1665-1700), Casa de Habsburgo.  |
|                               | 20.º                          | Baltasar de la Cueva y Enríquez de CabreraConde consorte de Castellar                       | 26 de septiembre de 1673         | 15 de agosto de 1674 a 7 de julio de 1678           | Carlos II (1665-1700), Casa de Habsburgo.  |
|                               | 21.º                          | Melchor de Liñán y CisnerosArzobispo de Lima                                                | 26 de febrero de 1678 (interino) | 7 de julio de 1678 a 2 de noviembre de 1681         | Carlos II (1665-1700), Casa de Habsburgo.  |
|                               | 22.º                          | Melchor de Navarra y RocafullDuque consorte de Palata                                       | 24 de septiembre de 1680         | 2 de noviembre de 1681 a 15 de agosto de 1689       | Carlos II (1665-1700), Casa de Habsburgo.  |
|                               | 23.º                          | Melchor Portocarrero Lasso de la VegaIII conde de la Monclova y XXIX virrey de Nueva España | 3 de mayo de 1688                | 15 de agosto de 1689 a 22 de septiembre de 1705 †   | Carlos II (1665-1700), Casa de Habsburgo.  |

### DelsigloXVIII
| Virreyes del Perú (1544-1824) | Virreyes del Perú (1544-1824) | Virreyes del Perú (1544-1824)                                                                | Virreyes del Perú (1544-1824)                             | Virreyes del Perú (1544-1824)                 | Virreyes del Perú (1544-1824)           |
| Retrato                       | Virrey                        | Nombre                                                                                       | Fecha de nombramiento                                     | Periodo                                       | Monarca                                 |
| ----------------------------- | ----------------------------- | -------------------------------------------------------------------------------------------- | --------------------------------------------------------- | --------------------------------------------- | --------------------------------------- |
|                               | 24.º                          | Manuel de Sentmenat-Oms de Santa Pau y de LanuzaI marqués de Castelldosríus grande de España | 31 de diciembre de 1704                                   | 7 de julio de 1707 a 25 de abril de 1710 †    | Felipe V (1700-1724), Casa de Borbón.   |
|                               | 25.º                          | Diego Ladrón de Guevara Obispo de Quito                                                      | (su nombre se hallaba consignado en el pliego de mortaja) | 14 de septiembre de 1710 a 2 de marzo de 1716 | Felipe V (1700-1724), Casa de Borbón.   |
|                               | 26.º                          | Carmíneo Nicolás CaraccioloV príncipe de Santo Buono                                         | 1715                                                      | 5 de octubre de 1716 a 26 de enero de 1720    | Felipe V (1700-1724), Casa de Borbón.   |
|                               | 27.º                          | Diego Morcillo Rubio de AuñónArzobispo de Lima                                               | 1720                                                      | 26 de enero de 1720 a 14 de mayo de 1724      | Felipe V (1700-1724), Casa de Borbón.   |
|                               | 28.º                          | José de ArmendárizI marqués de Castelfuerte                                                  | 1723                                                      | 14 de mayo de 1724 a 4 de enero de 1736       | Luis I (1724), Casa de Borbón.          |
|                               | 29.º                          | Antonio José de Mendoza Caamaño y Sotomayor III marqués de Villagarcía                       | 1736                                                      | 4 de enero de 1736 a 12 de julio de 1745      | Felipe V (1724-1746), Casa de Borbón.   |
|                               | 30.º                          | José Antonio Manso de VelascoI conde de Superunda                                            | 24 de diciembre de 1744                                   | 12 de julio de 1745 a 12 de octubre de 1761   | Fernando VI (1746-1759), Casa de Borbón |
|                               | 31.º                          | Manuel de Amat y Junyent                                                                     | 1761                                                      | 12 de octubre de 1761 a 17 de julio de 1776   | Carlos III (1759-1788), Casa de Borbón. |
|                               | 32.º                          | Manuel GuiriorI marqués de Guirior                                                           | 24 de agosto de 1775                                      | 17 de julio de 1776 a 21 de julio de 1780     | Carlos III (1759-1788), Casa de Borbón. |
|                               | 33.º                          | Agustín de Jáuregui                                                                          | 10 de enero de 1780                                       | 21 de julio de 1780 a 6 de abril de 1784      | Carlos III (1759-1788), Casa de Borbón. |
|                               | 34.º                          | Teodoro de Croix                                                                             | 15 de enero de 1783                                       | 6 de abril de 1784 a 25 de marzo de 1790      | Carlos III (1759-1788), Casa de Borbón. |
|                               | 35.º                          | Francisco Gil de Taboada                                                                     | 10 de enero de 1790                                       | 25 de marzo de 1790 a 6 de abril de 1794      | Carlos IV (1788-1808), Casa de Borbón.  |
|                               | 36.º                          | Ambrosio O'HigginsMarqués de Osorno                                                          | 16 de septiembre de 1795                                  | 6 de junio de 1796 a 18 de marzo de 1800 †    | Carlos IV (1788-1808), Casa de Borbón.  |

### DelsigloXIX
| Virreyes del Perú (1544-1824) | Virreyes del Perú (1544-1824) | Virreyes del Perú (1544-1824)                                       | Virreyes del Perú (1544-1824)                                                                  | Virreyes del Perú (1544-1824)                | Virreyes del Perú (1544-1824)             |
| Retrato                       | Virrey                        | Nombre                                                              | Fecha de nombramiento                                                                          | Periodo                                      | Monarca                                   |
| ----------------------------- | ----------------------------- | ------------------------------------------------------------------- | ---------------------------------------------------------------------------------------------- | -------------------------------------------- | ----------------------------------------- |
|                               | 37.º                          | Gabriel de Avilés y del FierroIV marqués de Avilés                  | 14 de julio de 1800                                                                            | 6 de noviembre de 1801 a 26 de julio de 1806 | Carlos IV (1788-1808), Casa de Borbón     |
|                               | 38.º                          | José Fernando de AbascalI marqués de la Concordia Española del Perú | 10 de noviembre de 1804                                                                        | 26 de julio de 1806 a 7 de julio de 1816     | Carlos IV (1788-1808), Casa de Borbón     |
|                               | 39.º                          | Joaquín de la Pezuela y SánchezI marqués de Viluma                  | 14 de octubre de 1815                                                                          | 7 de julio de 1816 a 29 de enero de 1821     | Fernando VII (1808-1833), Casa de Borbón. |
|                               | 40.º                          | José de la Serna de HinojosaI conde de los Andes                    | Impuesto el 29 de enero de 1821 por el motín de Aznapuquio y confirmado el 29 de julio de 1821 | 29 de enero de 1821 a 9 de diciembre de 1824 | Fernando VII (1808-1833), Casa de Borbón. |

## Estadísticas
Primer Virrey: Blasco Núñez Vela (Virrey del Perú, 1544).
Virreyes que gobernaron más tiempo fueron:
- José Antonio Manso de Velasco, conde de Superunda: 16 años y 3 meses.
- Melchor Portocarrero Lasso de la Vega, conde de la Monclova: 16 años, 1 mes y 7 días.
- Manuel de Amat y Junyent: 14 años, 9 meses y 5 días.
- José de Armendáriz, marqués de Castelfuerte: 11 años, 7 meses y 21 días.
- Francisco de Toledo: 11 años, 5 meses y 5 días
- Luis Jerónimo Fernández de Cabrera y Bobadilla, conde de Chinchón: 10 años, 11 meses y 4 días.

Virreyes que gobernaron menos tiempo fueron:
- Antonio de Mendoza y Pacheco: 9 meses y 7 días
- Gaspar de Zúñiga Acevedo y Velasco, conde de Monterrey: 1 año, 2 meses y 2 días.
- Blasco Núñez Vela: 1 año, 10 meses y 4 días.
- Martín Enríquez de Almansa: 1 año 10 meses y 4 días.

Virreyes que previamente ejercieron el mismo cargo en Nueva España (México):
- Antonio de Mendoza y Pacheco
- Martín Enríquez de Almansa
- Luis de Velasco y Castilla, marqués de Salinas del Río Pisuerga
- Gaspar de Zúñiga Acevedo y Velasco, conde de Monterrey.
- Juan de Mendoza y Luna, marqués de Montesclaros.
- Diego Fernández de Córdoba, marqués de Guadalcázar.
- García Sarmiento de Sotomayor, conde de Salvatierra.
- Luis Enríquez de Guzmán, conde de Alba de Liste.
- Melchor Portocarrero Lasso de la Vega, conde de la Monclova.

Virreyes que previamente ejercieron el mismo cargo en Nueva Granada:
- Manuel Guirior
- Francisco Gil de Taboada

Virrey que previamente ejerció el mismo cargo en Río de la Plata:
- Gabriel de Avilés y del Fierro, marqués de Avilés.

Virreyes que previamente fueron gobernadores de Chile
- García Hurtado de Mendoza, 4.º marqués de Cañete.
- José Antonio Manso de Velasco, conde de Superunda.
- Manuel de Amat y Junyent
- Agustín de Jáuregui
- Ambrosio O'Higgins, marqués de Osorno.

Virreyes que no nacieron en España :
- Carmíneo Nicolás Caracciolo, Príncipe de Santo Buono (nacido en Bucchianico, Italia).
- Teodoro de Croix (nacido en Lille, Francia).
- Ambrosio O'Higgins (nacido en Ballenary, Irlanda).

El Virrey más joven fue :
- Francisco de Borja y Aragón (32 años).

Virreyes que fallecieron en funciones
- Blasco Núñez Vela en 1546 (ejecutado).
- Antonio de Mendoza y Pacheco en 1552.
- Diego López de Zúñiga y Velasco en 1564 (asesinado).
- Martín Enríquez de Almansa en 1583 (enfermedad).
- Gaspar de Zúñiga Acevedo y Velasco en 1606 (enfermedad).
- Diego IV de Benavides y de la Cueva en 1666.
- Pedro Antonio Fernández de Castro en 1672.
- Melchor Portocarrero Lasso de la Vega en 1705 (enfermedad).
- Manuel de Oms y de Santa Pau en 1710 (enfermedad).
- Agustín de Jáuregui en 1784 (envenenado).

Virreyes que renunciaron al cargo de virrey:
- José de la Serna en diciembre de 1824 tras las negociaciones en la Capitulación de Ayacucho.
- Pío Tristán (interino) en diciembre de 1824 publicó una proclama en la que aceptaba la Capitulación de Ayacucho y reconocía la independencia de la República Peruana.